# رابرت جولیوس ترامپلر
رابرت جولیوس ترامپلر (انگلیسی: Robert Julius Trumpler; ۲ اکتبر ۱۸۸۶ – ۱۰ سپتامبر ۱۹۵۶) اخترشناس اهل ایالات متحده آمریکا بود.

## حرفه
پس از تحصیلات اولیه، ترامپلر وارد دانشگاه زوریخ شد، اما بعداً به دانشگاه گوتینگن منتقل شد و در آنجا دکترای خود را در سال ۱۹۱۰ گرفت. در سال ۱۹۱۵، در طول جنگ جهانی اول، به ایالات متحده مهاجرت کرد و به دانشگاه کالیفرنیا پیوست. او در رصدخانه آلگنی سمتی گرفت وسپس به رصدخانه لیک رفت. در سال ۱۹۲۱، او به تابعیت ایالات متحده درآمد. در سال ۱۹۳۲ او به عضویت آکادمی ملی علوم ایالات متحده انتخاب شد.
او بیشتر به خاطر مشاهدهٔ این نکته مورد توجه قرار گرفت که درخشندگی خوشه‌های ستاره‌ای بازِ دورتر را کمتر از حد انتظار یافت و ستارگان قرمزتر به نظر می‌رسیدند. این با غبار بین ستاره‌ای پراکنده شده در کهکشان توضیح داده شد که منجر به دانستن خاموشی نور یا انقراض بین ستاره‌ای نور شد.
ترامپلر بیشتر خوشه‌های باز را مطالعه و فهرست‌بندی کرد تا اندازه کهکشان راه شیری را تعیین کند. در ابتدا او فکر کرد که تجزیه و تحلیل او یک حد بالایی برای قطر کهکشان راه شیری در حدود ۱۰۰۰۰ پارسک با خورشید قرار می‌دهد که تا حدودی نزدیک مرکز قرار دارد، اگر چه او بعداً این مورد را اصلاح کرد. هنگام فهرست نویسی خوشه‌های باز، او همچنین سیستمی برای طبقه‌بندی آنها با توجه به تعداد ستاره‌های مشاهده شده در آنها، میزان متمرکز بودن این ستارگان در مرکز خوشه و محدودهٔ روشنایی ظاهری آنها ابداع کرد. این سیستم که به طبقه‌بندی ترامپلر معروف است ، امروزه نیز مورد استفاده قرار می‌گیرد.